# Elaeocarpus sepikanus
Elaeocarpus sepikanus är en tvåhjärtbladig växtart som beskrevs av Schlechter. Elaeocarpus sepikanus ingår i släktet Elaeocarpus och familjen Elaeocarpaceae. Inga underarter finns listade i Catalogue of Life.